# Dina Porat
Dina Porat, en hébreu : דינה פורת, (24 septembre 1943) est une historienne israélienne, professeur émérite d'histoire juive moderne au département d'histoire juive de l'université de Tel Aviv et historienne en chef du mémorial Yad Vashem.

## Carrière universitaire
Dina Porat a dirigé le département d'histoire juive de l'Institut Stephen Roth (en), à l'université de Tel Aviv. Elle dirige le Centre Kantor pour l'étude du judaïsme européen contemporain et est titulaire de la chaire Alfred P. Slaner pour l'étude de l'antisémitisme et du racisme contemporains à l'université de Tel Aviv. Depuis 2011, elle est l'historienne en chef de Yad Vashem.
En 2007, elle participe à la formulation d'une définition élargie de l'antisémitisme.